# Teratophoneus
A Teratophoneus ( „szörnyű gyilkos”, a görög: Teras, „szörny” és phoneus, „gyilkos” szavakból) a húsevő tyrannosaurida theropoda dinoszauruszok egyik neme, amely a késő kréta időszakban élt (a késő campaniai korban, kb 77-76 millió évvel ezelőtt) a mai egyesült államokbeli Utah állam területén. Egyetlen ismert faja, a T. curriei . A Kaiparowits képződményből előkerült hiányos koponya és a posztcranialis csontváz alapján ismert. A fajnevet T. curriei,  Philip J. Currie tiszteletére kapta.

## Felfedezés és elnevezés

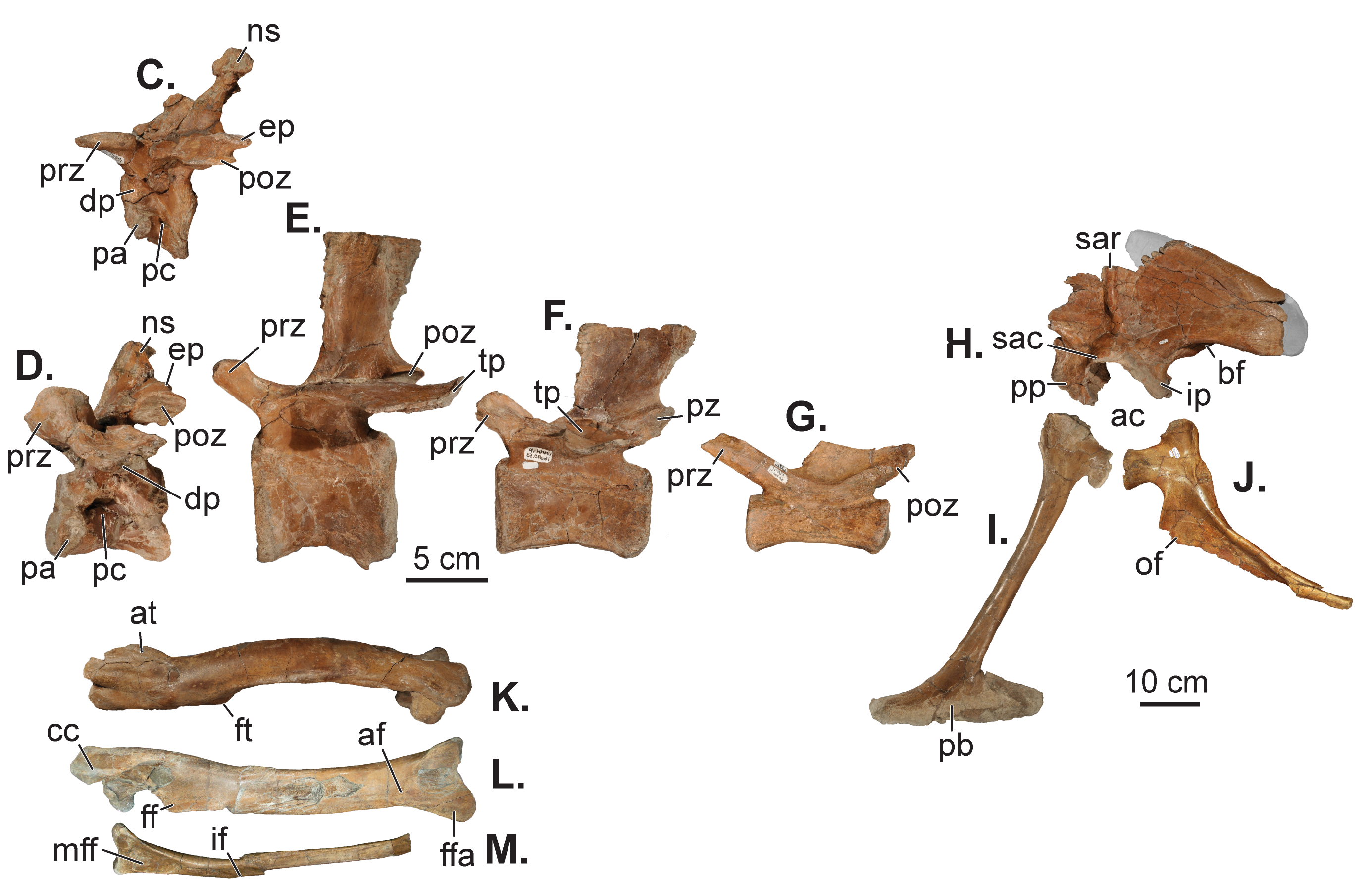
Posztkraniális elemek

A Teratophoneus kövületeit először Utah déli részén, a Kaiparowits-formációban találták meg. Argon-argon radiometrikus kormeghatározás alapján a Kaiparowits Formáció nagyjából 76,1 és 74,0 millió évvel ezelőtti időszakban keletkezett, a késő kréta campaniai szakaszában. Ez alapján a Teratophoneus a késő kréta campaniai szakaszának közepén élt. A Teratophoneus három különböző egyedtől származó leletét találták meg. Eredetileg a Teratophoneust a BYU 8120 holotípus alapján írták le. Újabban az UMNH VP 16690 és az UMNP VP 16691 példányokat sorolták mégk hozzá. 
A Teratophoneust Thomas D. Carr, Thomas E. Williamson, Brooks B. Britt és Ken Stadtman nevezték el 2011-ben. A típust és egyetlen faját T. curriei néven nevezték el. Az nem nevét a görög teras, a "monster" és a phoneus, a "gyilkos" szóból rakták össze.  A fajnevet pedig Philip J. Currie után kapta. 
2017-ben egy újabb Teratophoneus példányt fedeztek fel a Grand Staircase-Escalante Nemzeti Emlékműnél, amit később a Salt Lake City-ben található Utah Természettudományi Múzeumba szállítottak. 

## Leírás

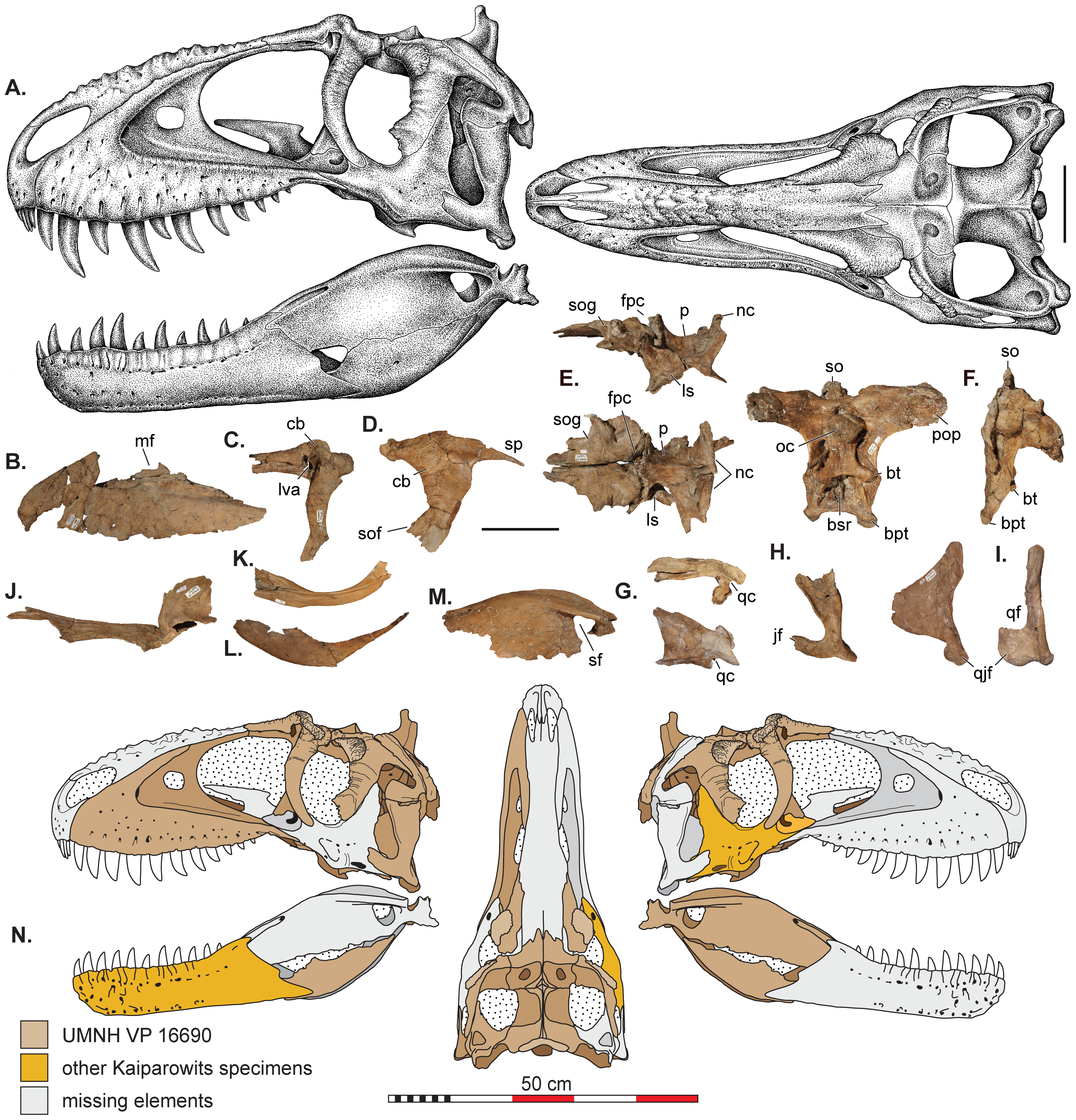
Helyreállított koponya és kövületek

A Teratophoneus holotípusa egy töredékes koponyából és a posztkraniális csontváz elemeiből áll. Az ősmaradványokat eredetileg négy különböző egyedhez rendelték, de valószínűleg csak egyetlen szubadult állatról lehet szó. A Teratophoneus példánya nem volt teljesen kifejlett: Carr és munkatársai becslése szerint. körülbelül 6 méter hosszú és 667 kilogramm (1470 lb) lehetett.  2016-ban Molina-Pérez és Larramendi 6,4 méter hosszúra és 1,15 tonna súlyúra becsülték.  Gregory S. Paul ezeknél magasabb becslést adott meg, szerinte 8 méter hosszú és 2,5 tonna lehetett. 
A szintén ragadozó Tyrannosaurid Albertosaurus koponyájához képest a Teratophoneus nagyjából 23 százalékkal rövidebb az antorbital fenestra könnycsontja (lacrimal) és az orr csúcsa között. Valamint a Teratophoneus koponyája jelentősen mélyebb. Az nem egészen világos, hogy volt-e konkrét oka ezeknek a különbségeknek, de az extra mélység lehet, hogy erősebb állkapocsizmokra utal, növelve a Teratophoneus harapási erejét. 

## Osztályozás
Loewen és munkatársai 2013-ban végeztek egy filogenetikai elemzést a tyrannosauridae családon, amelynek az eredménye megerősítette azt, hogy a Teratophoneus a tyrannosauridae alcsaládjába a Tyrannosaurinae-ba tartozik. Arra a következtetésre jutottak, hogy a Teratophoneus szoros kapcsolatban állt mind a Tarbosaurusszal, mind aTyrannosaurusszal, de a családon belül egy bazálisabb pozícióba került, bár fejlettebb, mint a Daspletosaurus. 

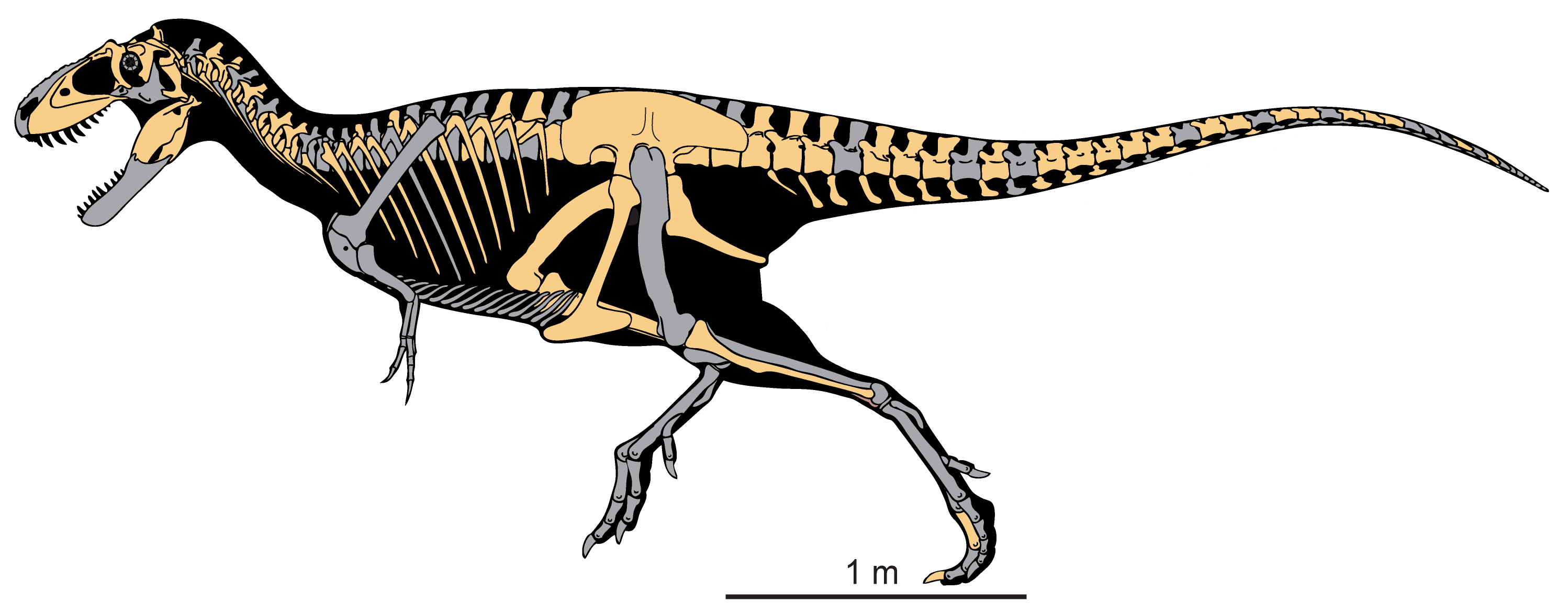
Az ismert anyagot bemutató csontváz rajza

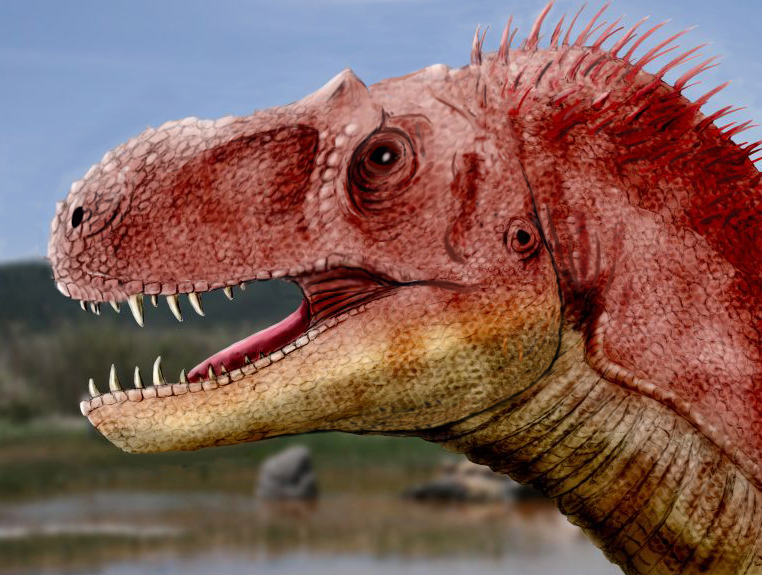
Fejrekonstrukció

## Paleoökológia

### Élőhely

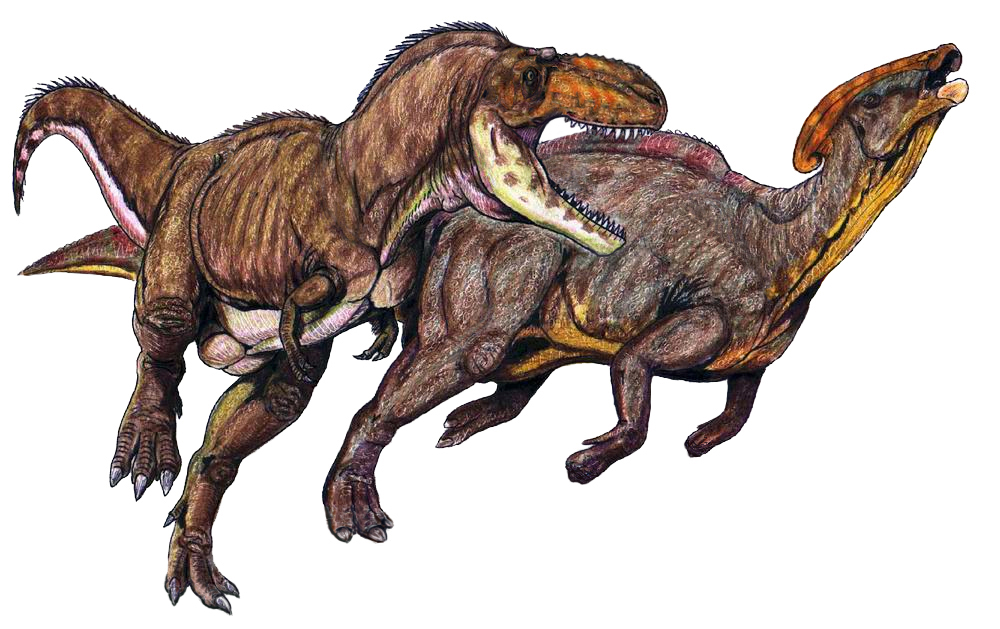
A Teratophoneus curriei egy Parasaurolophus cyrtocristatus-ra támad

A Teratophoneus holotípusát a Utah déli részén, a Kaiparowits-formációban találták. Az argon-argon radiometrikus kormeghatározás azt mutatta, hogy a maradványok a késő kréta campaniai szakaszában temetődtek be.   A késő kréta időszakban a Kaiparowits formáció a Laramidia területén helyezkedett el, a nyugati belső víziút keleti partjához közel. A fennsík, ahol a dinoszauruszok éltek, egy ősi ártér volt, ahol nagy folyamok, rengeteg vizes tőzeges mocsár, és tavak voltak amiket hegyvidékek határoltak. Az éghajlat nedves és párás volt, ami sokféle élőlény csoportnak nyújtott élőhelyet.  Ez a képződmény a világ egyik legjobb és legfolytonosabb leletegyütteseket tartalmaz a késő kréta kori földi élettől. 

### Paleofauna
Teratophoneus curriei számos más élőlénnyel osztozott az élőhelyen, mint például olyan kisebb theropodákkal, mint adromaeosauridák, a troodontid Talos sampsoni, vagy ornithomimuszok mint a Ornithomimus Velox. De páncélos ankylosauridákkal, kacsacsőrű hadroszauruszokkal (Parasaurolophus cyrtocristatus és gryposaurus monumentensis ) ceratopsiákkal ( Utahceratops gettyi, Nasutoceratops titusi és kosmoceratops richardsoni) és oviraptorosauriaákkal (Hagryphus giganteus) is.  A Kaiparowits Formációból jelentettek még porcoshalakat (cápák és ráják), békákat, szalamandrákat, teknősöket, gyíkokat és krokodilokat, illetve különféle korai emlősöket, mint a multituberculátákat, erszényeseket és rovarevőket. 

## Fordítás
- Ez a szócikk részben vagy egészben  a   Teratophoneus című angol Wikipédia-szócikk ezen változatának fordításán alapul.  Az eredeti cikk szerkesztőit annak laptörténete sorolja fel. Ez a jelzés csupán a megfogalmazás eredetét és a szerzői jogokat jelzi, nem szolgál a cikkben szereplő információk forrásmegjelöléseként.